# 空间分析

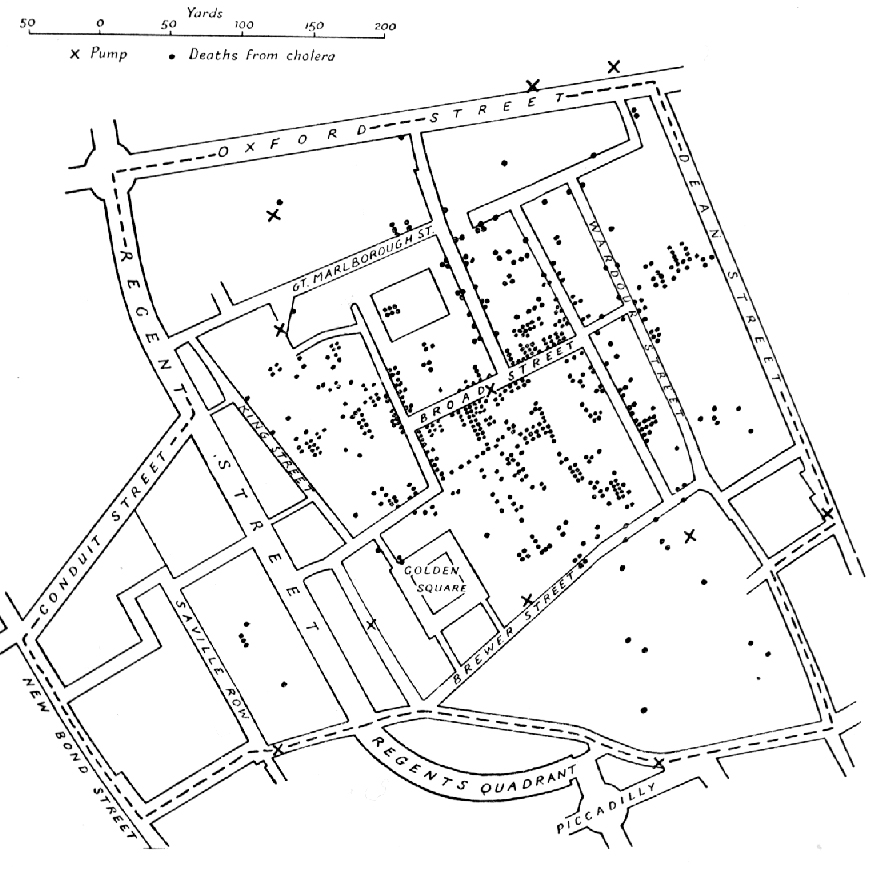
1854年8月到9月英国伦敦的一些地区爆发霍乱，医生约翰·斯诺（John Snow）参与调查病源。他在绘有霍乱流行地区所有道路、房屋、饮用水机井等内容的1：6500比例尺地图上，标出了每个霍乱病死者的居住位置（图中黑点所示），得到了霍乱病死者居住分布图。通过对这张图的分析，找到引发霍乱的那口水井。这是首次以地图为基础的空间分析。

空间分析或空间统计包括了利用拓扑关系、几何关系或地理属性来对地理实体进行研究的各种技术。它并不是一种特定技术，而是一系列使用不同的分析手段、应用于各个领域的一系列技术，许多方面尚在探索阶段。相关应用领域大到天文學（研究宇宙中星系的位置），小到到芯片制造工程（使用“位置和路径”算法来构建复杂的布线结构）。狭义上，空间分析是应用于人类尺度结构的技术，最常见的的是在地理信息系统中进行地理数据的分析。

## 历史
空间分析最早是在地图制图学和测量学中发展起来的，但是在很多领域都对空间分析的发展产生了影响。例如生物学中要研究某种植物的分布，生态学要研究某物种种群的空间分布，流行病学有时要用到地图来研究传染病的传播情况，著名的案例就是1854年约翰·斯诺通过在地图上对霍乱患者住址的分析找到了引发霍乱的病源，有力的支持了霍乱是通过水源而非空气传播的理论。此外在统计学、经济学、地理信息系统、遥感、计算机科学、数学等领域都推动了空间分析的发展，并在这些领域得到了广泛的应用。

## 地理信息系统的空间分析
空间分析是地理信息系统（GIS）中最为重要的内容之一。GIS通过对空间数据的利用和分析以对原始空间数据进行转换从而解决特定的问题。也就是说用户通过使用GIS提供的一系列空间分析工具可以得到数据集内部或数据集之间新的或未曾明确的关系，歸納出地裡現象當中的空間鄰近性、分布型態、關聯性、時間演變等供間資訊，从而解决用户要解决的特定问题。常用的分析方法包括：
- 鄰近性分析
  - 環域分析
  - 近鄰分析
  - 路網分析
    - 路徑分析
- 地勢分析
- 疊圖分析